# Socha svatého Floriána (Střevač)
Barokní pískovcová socha svatého Floriána se nalézá před domem čp. 3 u hlavní komunikace v obci Střevač v okrese Jičín. Pozdně barokní pískovcová socha pocházející od neznámého autora z roku 1767 je chráněna od 18. dubna 2002 jako kulturní památka ČR. Národní památkový ústav tuto sochu uvádí v katalogu památek pod rejstříkovým číslem ÚSKP 51952/6-6267.

## Popis
Pozdně barokní socha svatého Floriána je umístěna na mírně vypouklém pilíři ozdobeném volutami po stranách. Pilíř je zakončen ve střední části obloukovitě prohnutou římsou s vytesanou mušlí. Uprostřed je umístěn reliéf zobrazující svatého Linharta, nad nímž je umístěno vročení AD 1767. Na navazujícím nižším soklíku opět ozdobeném postranními volutami stojí socha svatého Floriána v tradičním ikonografickém pojetí - v oděvu římského vojáka s praporcem v levé ruce a pravou rukou hasící hořící dům.

## Galerie

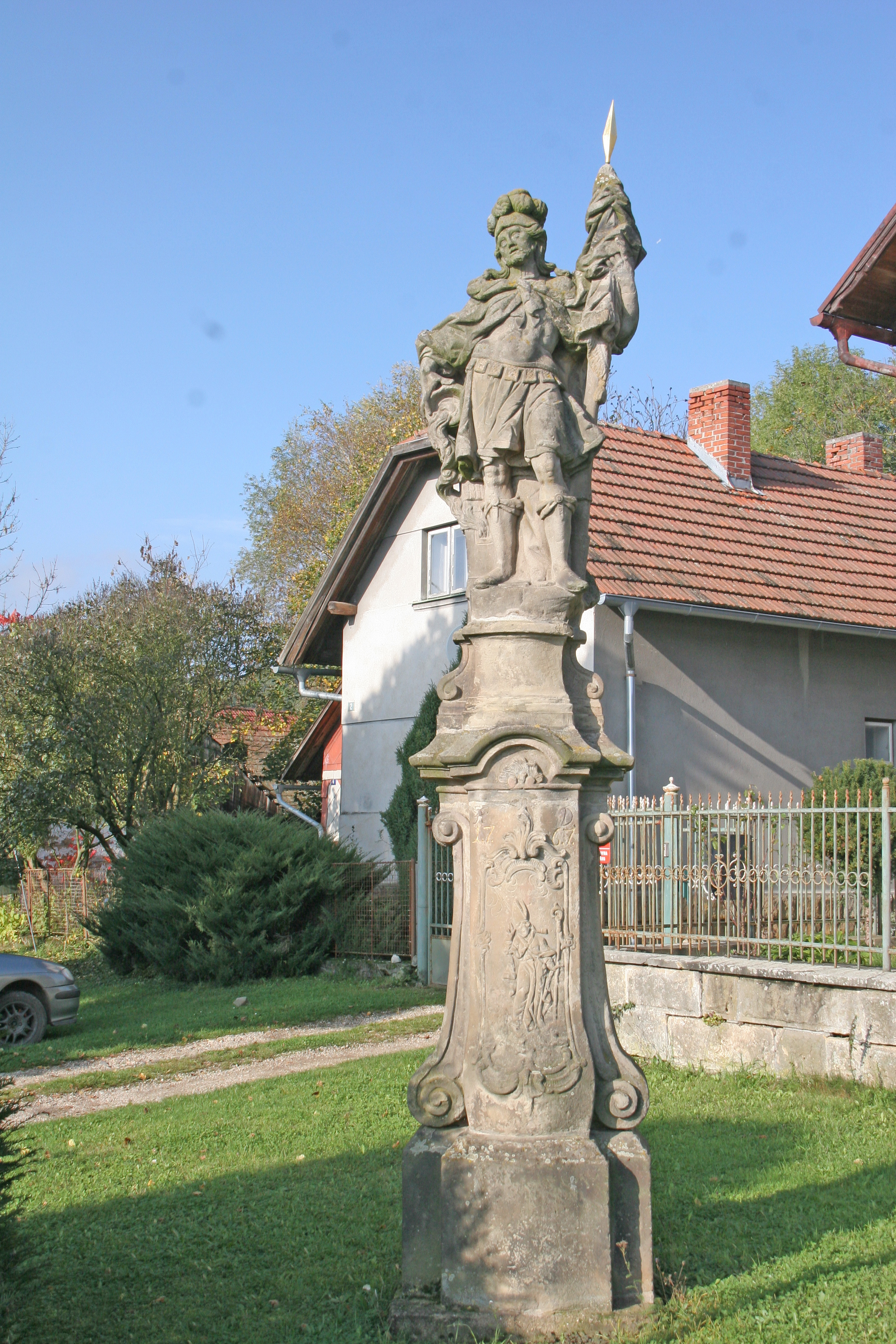
Sloup se sochou svatého Floriána ve Střevači
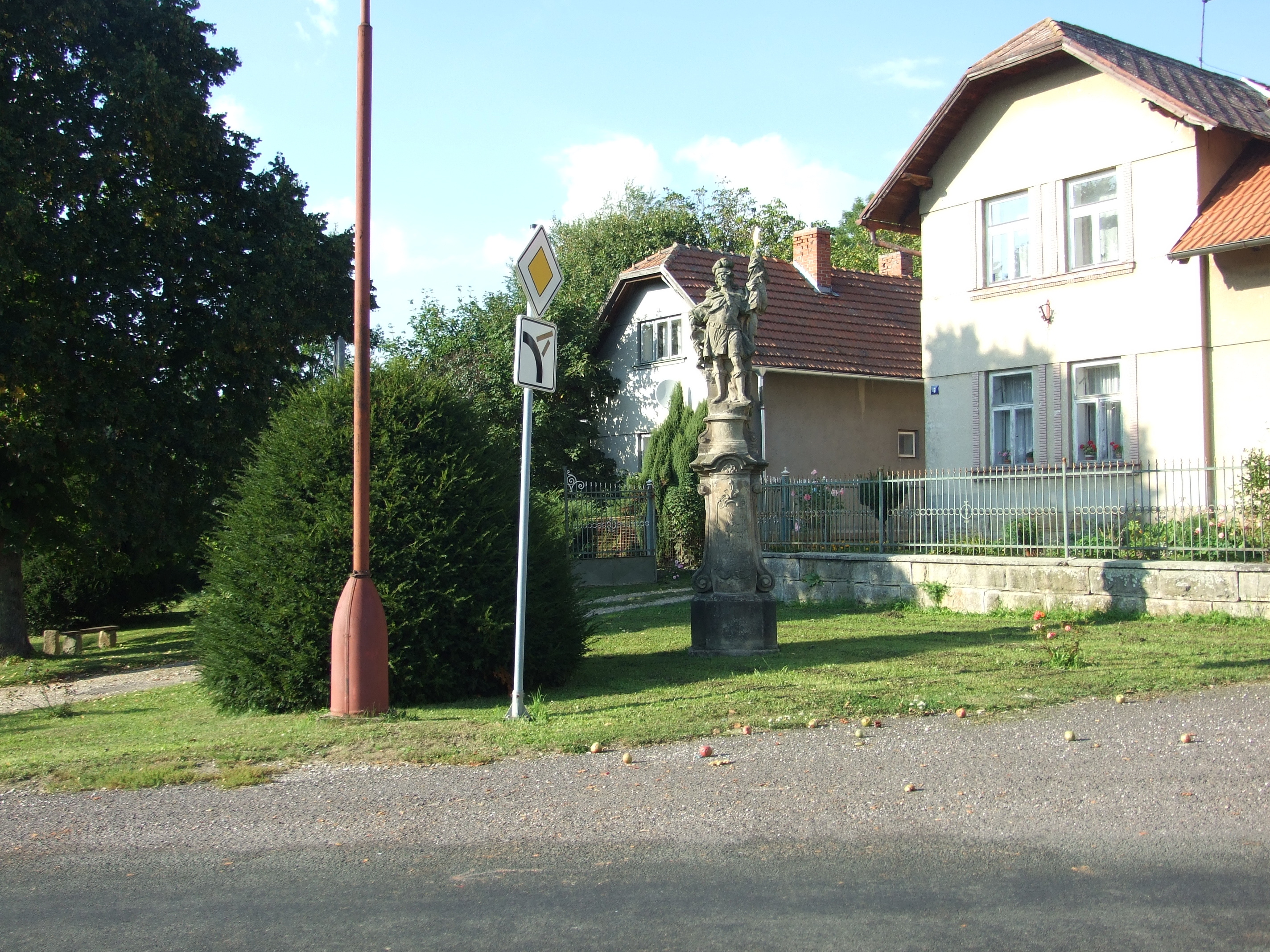
Sloup se sochou svatého Floriána ve Střevači